# كالوم واربورتون
كالوم واربورتون (بالإنجليزية: Callum Warburton)‏ (25 فبراير 1989 بستوكبورت في المملكة المتحدة - ) هو لاعب كرة قدم بريطاني في مركز الوسط. لعب مع نادي روتشديل وكندل تاون ‏ ونورثويتش فيكتوريا ونادي ستاليبريدج سيلتيك.

## وصلات خارجية
- كالوم واربورتون على موقع قاعدة بيانات كرة القدم.إي يو (الإنجليزية)
- كالوم واربورتون على موقع Soccerbase.com (لاعب) (الإنجليزية)